# Liste des districts dans le borough londonien de Merton
Ceci est une liste des districts du Borough londonien de Merton.
Les zones du code postal de Merton sont CR, KT, SM et SW.

Merton dans le Grand Londres

## Districts
| District        | Ville postale      | Zone postal/District | Coordonnées                 | OS grid ref  |
| --------------- | ------------------ | -------------------- | --------------------------- | ------------ |
| Bushey Mead     | LONDRES            | SW20                 | 51° 24′ 30″ N, 0° 13′ 23″ O | TQ2357669263 |
| Colliers Wood   | LONDRES            | SW19                 | 51° 25′ 09″ N, 0° 10′ 04″ O | TQ275705     |
| Copse Hill      | LONDRES            | SW20                 | 51° 25′ 06″ N, 0° 14′ 00″ O | TQ2283970336 |
| Cottenham Park  | LONDRES            | SW20                 | 51° 24′ 52″ N, 0° 14′ 13″ O | TQ2259169916 |
| Crooked Billet  | LONDRES            | SW19                 | 51° 25′ 17″ N, 0° 13′ 39″ O | TQ2322970698 |
| Lower Morden    | MORDEN, LONDRES    | SM4, SW20            | 51° 23′ 18″ N, 0° 13′ 11″ O | TQ238670     |
| Merton Park     | LONDRES            | SW19, SW20           | 51° 24′ 38″ N, 0° 12′ 06″ O | TQ250695     |
| Mitcham         | MITCHAM            | CR4                  | 51° 24′ 03″ N, 0° 09′ 06″ O | TQ285685     |
| Morden          | MORDEN             | CR3                  | 51° 24′ 05″ N, 0° 11′ 42″ O | TQ255685     |
| Morden Park     | MORDEN             | SM4                  | 51° 23′ 37″ N, 0° 12′ 19″ O | TQ248676     |
| Motspur Park    | NEW MALDEN         | KT3                  | 51° 25′ N, 0° 15′ O         | TQ225677     |
| Pollards Hill   | MITCHAM            | CR4                  | 51° 24′ 14″ N, 0° 07′ 25″ O | TQ315695     |
| Raynes Park     | LONDRES            | SW20                 | 51° 24′ 12″ N, 0° 13′ 56″ O | TQ235685     |
| St Helier       | MORDEN, CARSHALTON | SM4, SM5             | 51° 22′ 57″ N, 0° 11′ 01″ O | TQ265664     |
| South Wimbledon | LONDRES            | SW19                 | 51° 24′ 54″ N, 0° 11′ 46″ O | TQ255705     |
| Summerstown     | LONDRES            | SW17                 | 51° 25′ 55″ N, 0° 11′ 04″ O | TQ2618471947 |
| West Barnes     | MORDEN             | SM4                  | 51° 23′ 37″ N, 0° 12′ 19″ O | TQ248676     |
| Wimbledon       | LONDRES            | SW19, SW20           | 51° 25′ 19″ N, 0° 12′ 29″ O | TQ239709     |
| Wimbledon Park  | LONDRES            | SW19                 | 51° 26′ 19″ N, 0° 12′ 19″ O | TQ2473272664 |

## Référence
- (en) Cet article est partiellement ou en totalité issu de l’article de Wikipédia en anglais intitulé « List of districts in the London Borough of Merton » (voir la liste des auteurs).